# 운현궁의 봄
〈운현궁의 봄〉(雲峴宮의 봄)은 1933년 4월 26일부터 1934년 2월 15일까지 《조선일보》에 연재한 김동인의 장편 소설이다. 내용은 흥선대원군의 일생과 조선 말의 복잡한 내외 정세와 풍운을 그린 역사소설로, 작자의 민족의식을 나타낸 대표적인 장편 소설이다. 
흥선대원군의 지배계급의 억압과 착취로 고통받는 민중에 대한 연민과 그럼에도 그들을 도울 방법이 없음에 대한 좌절, 호령을 하면 누구도 도전하지 못하는 대장부로서의 기개 등 그의 인간적인 모습들을 군더더기가 없는 담백한 문장으로 서술하였다. 

## 출간 도서
- 《雲峴宮의 봄》, 한성도서, 453쪽, 1948년 9월 25일 출간
- 《운현궁의 봄》, 삼중당, 467쪽, 1975년 2월 1일 출간
- 《운현궁의 봄》, 문학세계사, 225쪽, 1983년 11월 1일 출간
- 《운현궁의 봄》, 범우사, 345쪽, 1984년 12월 30일 출간
- 《운현궁의 봄》, 글방문고, 414쪽, 1985년 12월 30일 출간
- 《운현궁의 봄》, 일신서적공사, 293쪽, 1988년 10월 1일 출간 (ISBN 9788936601171)
- 《雲峴宮의 봄》, 조선일보, 336쪽, 1987년 9월 8일 출간
- 《운현궁의 봄》, 창우사, 364쪽, 1993년 1월 1일 출간
- 《운현궁의 봄》, 문학사상사, 422쪽, 1993년 6월 1일 출간 (ISBN 9788970120621)
- 《운현궁의 봄》, 문학과현실사, 368쪽, 1993년 9월 30일 출간 (ISBN 9788974801595)
- 《운현궁의 봄》, 일신서적공사, 332쪽, 1993년 12월 10일 출간 (ISBN 9788936616113)
- 《운현궁의 봄》, 학원사, 304쪽, 1994년 3월 1일 출간 (ISBN 9788919010761)
- 《운현궁의 봄》, 범한, 405쪽, 1995년 11월 15일 출간 (ISBN 9788980481880, ISBN 9788980482412)
- 《운현궁의 봄》, 문학세계사, 257쪽, 2000년 7월 18일 출간 (ISBN 9788970751627)
- 《운현궁의 봄》, 교원그룹, 479쪽, 2008년 1월 20일 출간 (ISBN 9788921437648)
- 《운현궁의 봄》, 정산미디어, 434쪽, 2009년 1월 20일 출간 (ISBN 9788993117059)
- 《운현궁의 봄》, 에세이퍼블리싱, 411쪽, 2013년 1월 17일 출간 (ISBN 9788960239807)
- 《운현궁의 봄》, 부크크, 338쪽, 2018년 5월 16일 출간 (ISBN 9791127238308)